# Stanisław Rydzoń
Stanisław Rydzoń (Brzezinka; 8 de Março de 1950 — ) é um político da Polónia. Ele foi eleito para a Sejm em 25 de Setembro de 2005 com 7787 votos em 12 no distrito de Chrzanów, candidato pelas listas do partido Sojusz Lewicy Demokratycznej.
Ele também foi membro da Sejm 2001-2005.